# U-7 (1935)
| U-7                        | U-7                                                            | U-7                                                            |
| -------------------------- | -------------------------------------------------------------- | -------------------------------------------------------------- |
|                            |                                                                |                                                                |
|                            |                                                                |                                                                |
|                            |                                                                |                                                                |
| Під прапором               | Третій Рейх                                                    | Третій Рейх                                                    |
| Порт приписки              | Кіль, Вільгельмсгафен                                          | Кіль, Вільгельмсгафен                                          |
| Спуск на воду              | 29 червня 1935                                                 | 29 червня 1935                                                 |
| Виведений зі складу флоту  | 18 лютого 1944                                                 | 18 лютого 1944                                                 |
| Сучасний статус            | затонув                                                        | затонув                                                        |
| Проєкт                     |                                                                |                                                                |
| Тип ПЧ                     | Малий ДПЧ                                                      | Малий ДПЧ                                                      |
| Основні характеристики     |                                                                |                                                                |
| Швидкість (надводна)       | 13 вузлів                                                      | 13 вузлів                                                      |
| Швидкість (підводна)       | 7 вузлів                                                       | 7 вузлів                                                       |
| Гранична глибина занурення | 150 м                                                          | 150 м                                                          |
| Екіпаж                     | 29 осіб                                                        | 29 осіб                                                        |
| Розміри                    |                                                                |                                                                |
| Довжина найбільша (по КВЛ) | 42,7 м                                                         | 42,7 м                                                         |
| Ширина корпусу найб.       | 4,08 м                                                         | 4,08 м                                                         |
| Висота                     | 8,6 м                                                          | 8,6 м                                                          |
| Середня осадка (по КВЛ)    | 3,9 м                                                          | 3,9 м                                                          |
| Водотоннажність надводна   | 279 т                                                          | 279 т                                                          |
| Озброєння                  |                                                                |                                                                |
| Артилерія                  | 1 × 2 cm/65 C/30 (1000 снарядів)                               | 1 × 2 cm/65 C/30 (1000 снарядів)                               |
| Торпедно- мінне озброєння  | 3 TA калібру 533 5 торпед або 18 мін (за іншими даними ТМА 12) | 3 TA калібру 533 5 торпед або 18 мін (за іншими даними ТМА 12) |

U-7 — малий німецький підводний човен типу II-В, часів Другої світової війни. Заводський номер 541.
Введений в стрій 18 липня 1935 року. З 1 вересня 1935 приписаний до навчальної флотилії. З 1 липня 1940 року по 31 липня 1944 року була приписаний до 21-ї флотилії. Використовувався в навчальних цілях, здійснив 6 бойових походів, потопив два судна (4524 брт).
Затонув 18 лютого 1944 року на захід від Піллау через аварію при зануренні. Всі 29 членів екіпажу загинули.

## Командири
- Капітан-лейтенант Курт Фрайвальд (18 липня 1935 — 3 жовтня 1937)
- Оберлейтенант-цур-зее Отто Зальман (10 лютого 1938 — 5 лютого 1939)
- Оберлейтенант-цур-зее Вернер Гайдель (18 грудня 1938 — 13 жовтня 1939)
- Оберлейтенант-цур-зее Отто Зальман (31 травня — 2 липня, 2 серпня — 1 жовтня 1939)
- Капітан-лейтенант Карл Шротт (14 жовтня 1939 — жовтень 1940)
- Капітан-лейтенант Отто Зальман (25 жовтня — 13 листопада 1939)
- Оберлейтенант-цур-зее Гюнтер Редер (жовтень 1940 — січень 1941)
- Оберлейтенант-цур-зее Ернст-Ульріх Брюллер (січень — лютий 1941)
- Оберлейтенант-цур-зее Гюнтер Редер (лютий — 29 березня 1941)
- Оберлейтенант-цур-зее Ганс-Гюнтер Кульманн (30 березня — 16 червня 1941)
- Оберлейтенант-цур-зее Генріх Шмід (17 червня 1941 — 15 січня 1942)
- Оберлейтенант-цур-зее Зігфрід Койчка (16 січня — 7 жовтня 1942)
- Лейтенант-цур-зее Отто Гюбшен (вересень — грудень 1942) — виконувач обов'язків.
- Оберлейтенант-цур-зее Ганс Шренк (8 жовтня 1942 — січень 1944)
- Оберлейтенант-цур-зее Гюнтер Лешке (січень — 18 листопада 1944)

## Потоплені судна
| Дата            | Тип судна      | Назва судна | Тоннаж | Статус    | Належність      | Примітка | Вантаж            | Координати                                                |
| --------------- | -------------- | ----------- | ------ | --------- | --------------- | -------- | ----------------- | --------------------------------------------------------- |
| 22 вересня 1939 | вантажне судно | Akenside    | 2 694  | потоплено | Велика Британія |          | 2000 тони вугілля | 60°07′ пн. ш. 4°37′ сх. д. / 60.117° пн. ш. 4.617° сх. д. |
| 29 вересня 1939 | вантажне судно | Takstaas    | 1 830  | потоплено | Норвегія        |          | пиломатеріали     | 60°15′ пн. ш. 4°41′ сх. д. / 60.250° пн. ш. 4.683° сх. д. |